# El Rosario V
El Rosario V är en ort i Mexiko.   Den ligger i kommunen Suchiate och delstaten Chiapas, i den sydöstra delen av landet, 900 km sydost om huvudstaden Mexico City. El Rosario V ligger 13 meter över havet och antalet invånare är 102.
Terrängen runt El Rosario V är mycket platt. Runt El Rosario V är det ganska tätbefolkat, med 129 invånare per kvadratkilometer. Närmaste större samhälle är Brisas Barra de Suchiate, 11,7 km söder om El Rosario V. 